# 1847 dans les chemins de fer
Chronologie des chemins de fer
1846 dans les chemins de fer - 1847 - 1848 dans les chemins de fer

## Évènements
- 2 février, France, Paris : décision de construction, boulevard Mazas (Diderot), de la gare de la ligne Paris-Lyon. Les travaux durent jusqu'en 1853.

- 15 mars.  France :   inauguration de la section de ligne d'Amiens à Abbeville par la Compagnie du chemin de fer d'Amiens à Boulogne.
- 27 mars.  France :   arrivée du chemin de fer au Havre sur la ligne Paris-Le Havre.

- 1er avril.  France :   absorption de la Compagnie du chemin de fer de Creil à Saint-Quentin par la Compagnie du chemin de fer du Nord.
- 24 mai : accident ferroviaire du pont de Dee, à Chester, en Angleterre.
- 9 août, France :
  - loi sur l'achèvement du chemin de fer de Paris à Valenciennes;
  - loi sur des modifications aux conditions de concession du chemin de fer de Paris à Lyon;
  - loi sur le classement du chemin de fer de Montereau à Troyes.

- 18 septembre.  France :   la Compagnie du chemin de fer de Marseille à Avignon ouvre au public la section de ligne de Tarascon à Saint-Chamas, elle reçoit 1 000 voyageurs dès le premier jour[1].

- 21 octobre.  France :   inauguration de la section de ligne de Creil à Compiègne (ligne de Creil à Saint-Quentin) par la Compagnie du chemin de fer du Nord.

- 21 novembre.  France :   inauguration de la section de ligne d'Abbeville à Neufchâtel par la Compagnie du chemin de fer d'Amiens à Boulogne.

## Statistiques
- Le réseau de chemin de fer allemand est de 5 500 kilomètres (plus important que le réseau français à cette date). Les voies ferrées avantagent les bassins industriels de Saxe et de la Ruhr dont la production de métal augmente de 50 %.
- Le réseau de chemin de fer français est de 4 702 kilomètres au 31 décembre 1847, dont 1 830 kilomètres en exploitation[2].

## Anniversaires

### Naissances
- 19 octobre, Belgique : Jean-Baptiste Flamme, ingénieur des chemins de fer belges[3].

### Décès
- x

## Galerie

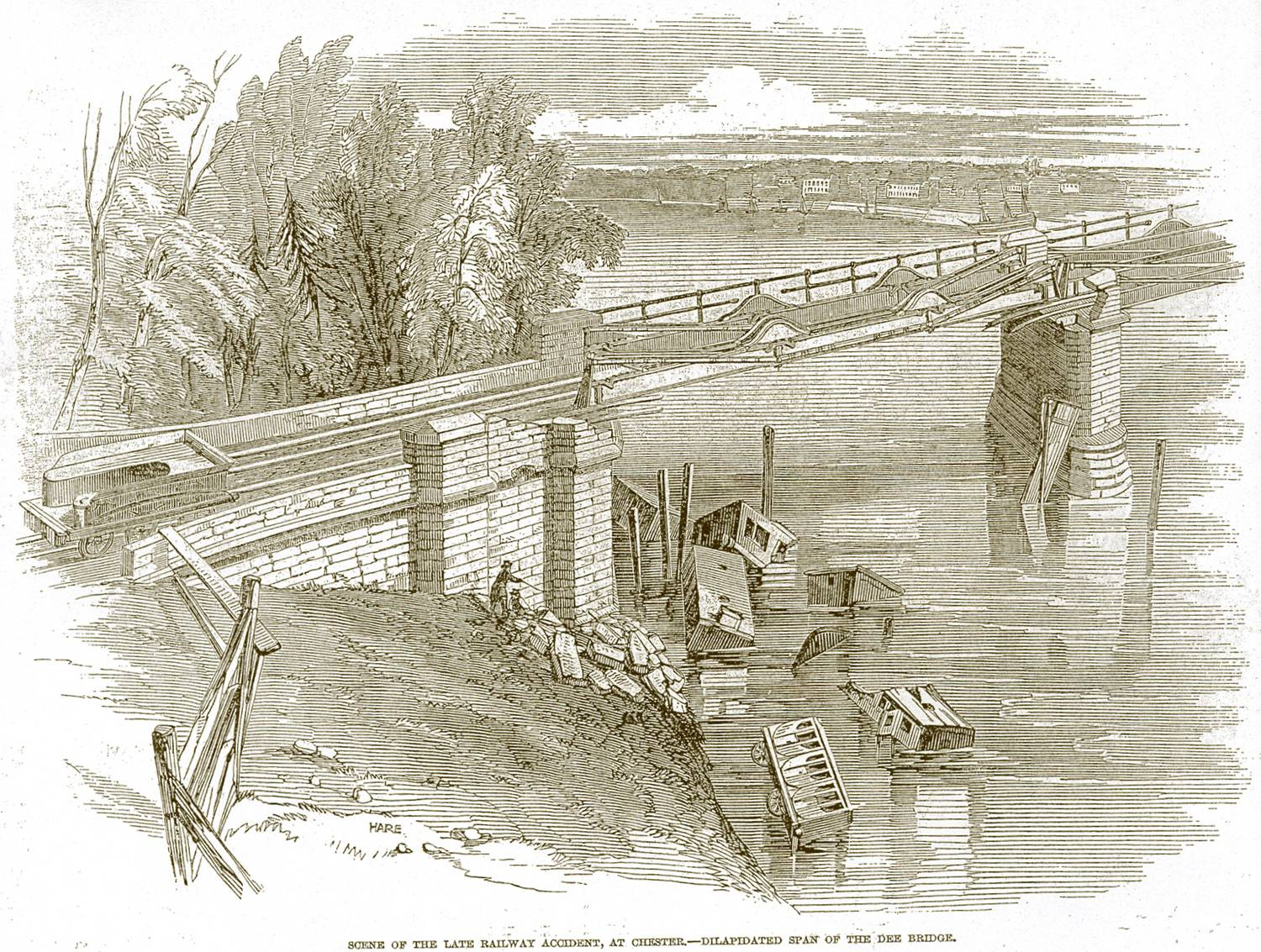
désastre de Dee bridge Pays de Galles
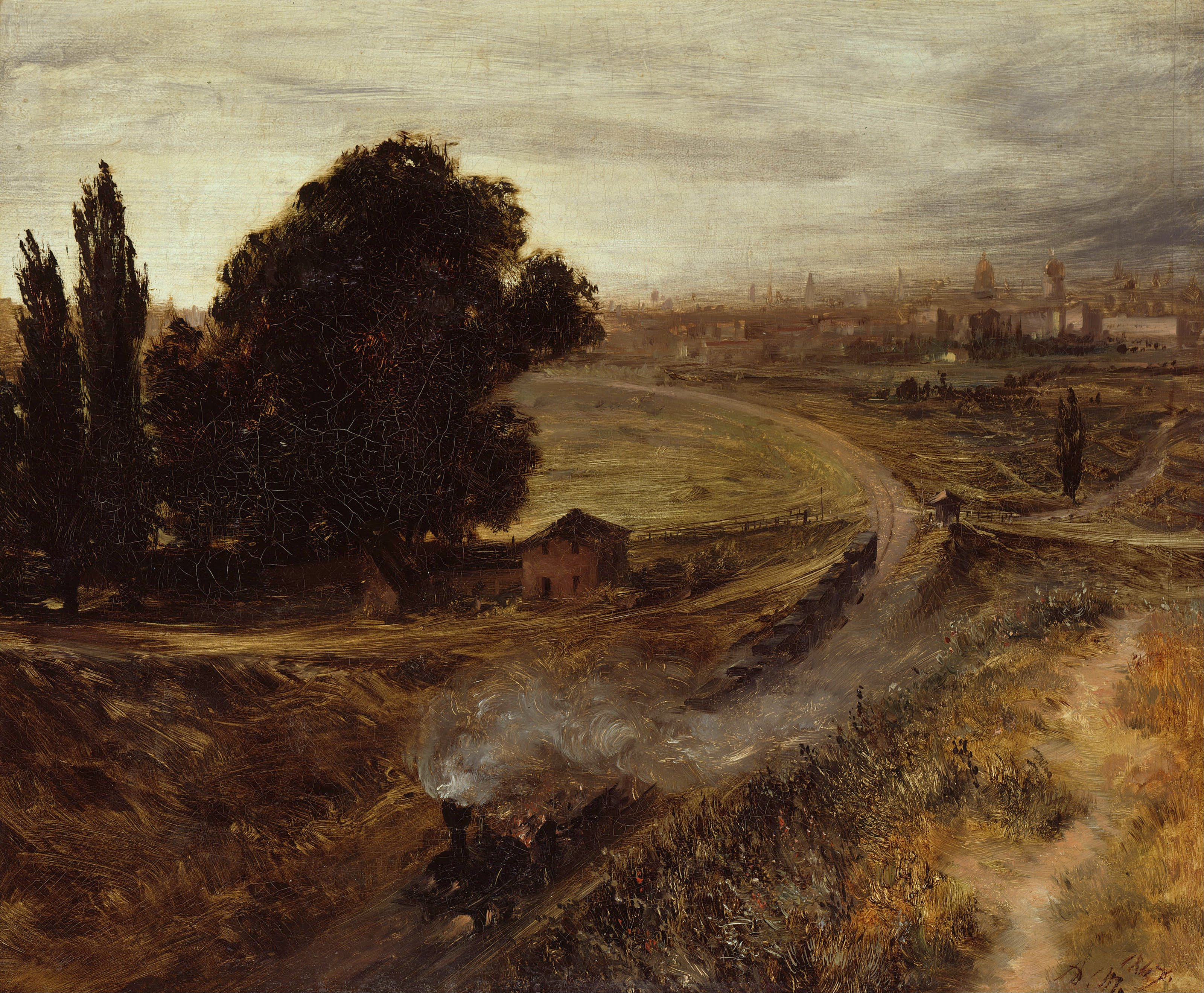
Le Berlin-Potsdam d'Adolph von Menzel